# Miro Steržaj
Miro Steržaj (polno ime Miroslav Steržaj), slovenski kegljač, gospodarstvenik in politik, * 28. februar 1933, Rakek, †8. november 2020, Murska Sobota.

## Zgodnje življenje in šolanje
Rodil se je v revni družini očetu Janezu, ki je bil po poklicu železničar in materi Ivani, ki je bila gospodinja. Osnovno šolo je obiskoval na Rakeku, po tem pa nižjo gimnazijo v Logatcu. Pri 14 letih se je vpisal na srednjo ekonomsko šolo v Ljubljani, ki jo je uspešno zaključil leta 1950, nakar je bil službeno napoten na prosto delovno mesto v Ljutomer. V 60ih letih je zaradi službenih zahtev opravil šolanje na Višji pravni šoli v Mariboru.

## Gospodarsko delovanje
Leta 1950 se je pri 17ih letih preselil v Ljutomer, kjer je delal na tajništvu za notranje zadeve na oddelku za finance. To službo je opravljal do leta 1953, ko je moral nastopiti vojaški rok. Ko se je vrnil iz vojske je opravljal službo finančnega inšpektorja v Ljutomerskem okraju. Leta 1955 pa je začel delati na Mlekoprometu v Ljutomeru (danes Pomurske mlekarne), kjer je 12 let delal kot komercialni direktor. Leta 1967 je bil postavljen za direktorja, nakar je v obdobju naslednjih 26 let mlekarno posodobil, uvedel pridelovanje ljutomerskega Ementalca, trdega sira Zbrinca in topljenega sira Slovenke, s čimer je Mlekopromet postal ena glavnih sirarn v Sloveniji. Delovno mesto je zapustil leta 1993. Leta 1994 je bil s strani delodajalcev izvoljen kot eden izmed sodnikov porotnikov Delovnega in socialnega sodišča v Ljubljani za obdobje petih let.  V tem obdobju je poklicno opravljal delo strokovnega tajnika Gospodarskega Interesnega Združenja mlekarstva Slovenije, katero funkcijo je opravljal do leta 2003, ko je dokončno prenehal s službovanjem. Za gospodarske dosežke v okviru ABC Pomurka je leta 1981 prejel nagrado Borisa Kraigherja (danes nagrada Gospodarske zbornice Slovenije).

## Politično delovanje
Tik preden je vstopil v vojsko se je leta 1953 pridružil Komunistični partiji Slovenije, katere član je bil do 1990. V tem času je opravljal več političnih funkcij na lokalni ravni. Sprva je bil 2 leti predsednik Ljutomerskega občinskega komiteja zveze, v 80ih letih pa je bil 8 let podpredsednik Ljutomerske občine, vzporedno pa dva mandata član Skupščine Socialistične republike Slovenije, natančneje zbora občin, kjer je opravljal nalogo podpredsednika zbora. Leta 1988 je postal predsednik Ljutomerske občine, katero funkcijo je opravljal do osamosvojitve leta 1991. V prvem mandatu po osamosvojitvi je bil do konca leta 1997 član Državnega sveta Republike Slovenije, kjer je bil del komisij za gospodarstvo ter lokalno samoupravo in regionalni razvoj. Leto zatem je bil na listi SLS izvoljen v občinski svet občine Ljutomer in nastopil vlogo kot podžupan Ljutomera za mandat med letoma 1998 in 2002 pod županom Jožefom Špindlerjem. Leta 2003 je bil razglašen za častnega občana občine Ljutomer.

## Kulturno delovanje
Leta 1965 je bil soustanovitelj Ljutomerskega okteta, kjer je klub svojemu močnemu baritonskemu glasu pel kot tenor. Redni član tega pevskega zbora je ostal 45 let, vse do leta 2010, ko se je zbor pomladil z menjavo generacij. Pogosto je bil tako v živo, kot tudi na zvočnih posnetkih glavni solist okteta, med drugim so na albumih ohranjeni solo nastopi pesmi Snoč pa dav', En starček je živel, Fala, La Montanara ter Lastovki v slovo. Leta 2004 je bil izvoljen za predsednika Kulturnega Društva Ivan Kaučič v Ljutomeru, pod katerim okriljem je deloval tudi oktet. Funkcijo je opravljal do konca leta 2017, ko je zaradi visoke starosti odstopil.

## Športna kariera
Steržaj je svojo športno pot začel že kot otrok, ko je kot deček postavljal keglje italijanskim vojakom med vojno. Med šolanjem na srednji šoli je obšolsko delal kot postavljač kegljev in tudi kdaj pa kdaj vrgel kako kroglo. Ko je prišel v Ljutomer, se je vpisal v nogometni in kegljaški klub, kjer je tekmoval do vstopa v vojsko leta 1953. 
Po vrnitvi iz vojske je začel z rednim treningom in tako leta 1957, še kot član KK Ljutomer, dosegel jugoslovanski državni rekord (968 kegljev), zaradi česar se je uvrstil v jugoslovansko državno reprezentanco, s katero je istega leta nastopil na svojem prvem svetovnem prvenstvu, na Dunaju. V ekipni preizkušnji ni dobil priložnosti, je pa po zmagi Jugoslavije v ekipni konkurenci kot rezerva prejel zlato odličje. Nastopil je na posamični preizkušnji in dosegel odlično 9. mesto, kar je bil drugi najboljši rezultat jugoslovanskih kegljačev, za 4. mestom kasnejšega selektorja reprezentance Dujama Smoljanovića. Leta 1959 je bil ponovno izbran v jugoslovansko reprezentanco za svetovno prvenstvo v Bautznu, kjer je tokrat nastopil v ekipni konkurenci in z drugim najboljšim rezultatom ekipe pripomogel k ponovni ekipni zmagi Jugoslavije. V posamični konkurenci je ponovil svoj uspeh izpred dveh let in se uvrstil na 9. mesto. Leta 1960 je prvič osvojil prvenstvo Slovenije v posamezni konkurenci, kar je nato ponovil v letih 1961 in 1962. Istega leta se je še tretjič udeležil SP, ki ga je gostila Bratislava, vendar tokrat brez vidnejšega uspeha.
Leta 1962 je prestopil v enega izmed takrat najboljših slovenskih klubov KK Branik iz Maribora, kjer je dosegel tudi največje osebne dosežke. Leta 1964 je prvič osvojil posamezno prvenstvo Jugoslavije ter ekipno prvenstvo Slovenije. Istega leta je na Evropskem prvenstvu v Budimpešti osvojil naslov absolutnega evropskega prvaka, kar pomeni, da je zmagal v vseh kategorijah, tj. posamezno, v parih in ekipno, ob tem pa še postavil nov svetovni rekord. Leto kasneje je s svojim braniškim soigralcem Francem Mlakarjem v svojo zbirko dodal še prva naslova v dvojicah v slovenski, kot tudi jugoslovanski konkurenci.
Leta 1968 mu je uspel še en podvig, saj je z odličnim finalnim posameznim nastopom ponovno postavil nov svetovni rekord in osvojil zmago na svetovnem prvenstvu v posamezni kategoriji. Istega leta se je v Radencih odprlo novo kegljišče in tako je leta 1977 Miro Steržaj prestopil h KK Radenski. Tukaj je dosegel še mnogo dobrih rezultatov, dokler se leta 2001 ni poslovil od tekmovalnega kegljanja. Od leta 2004 do leta 2020 je opravljal funkcijo tehničnega vodja v klubu. Za odlične športne dosežke je leta 1968 prejel Bloudkovo nagrado. Kljub temu, da nikoli ni bil imenovan kot Slovenski športnik leta, je leta 1978 s strani športnih novinarjev prejel naziv Športnika desetletja Slovenije za obdobje od 1968–1978. Leta 2012 je bil sprejet v Hram slovenskih športnih junakov, leta 2015 pa razglašen za častnega predsednika Športne zveze Ljutomer. Leta 2025 je Športna zveza Ljutomer po njem poimenovala posebno nagrado - Kipec Miroslava Steržaja, ki jo je za življenjsko delo v športu podelila športnemu delavcu Tonetu Ficku.

## Športni dosežki
| Leto in kraj       | Posamezno | Pari         | Ekipno |
| ------------------ | --------- | ------------ | ------ |
| SP Dunaj 1957      | 9.        | /            | 1      |
| EP München 1958    | /         | /            | 2      |
| SP Bautzen 1959    | 9.        | /            | 1      |
| EP Zagreb 1960     | /         | /            | 2      |
| SP Bratislava 1962 | 25.       | /            | 4.     |
| EP Budimpešta 1964 | 1         | (Mlakar)     | 1      |
| SP Bukarešta 1966  | 8.        | 6. (Grom)    | 3      |
| SP Linz 1968       | 1         | (Turk)       | 4.     |
| SP Bolzano 1970    | 5.        | 8. (Turk)    | 5.     |
| SP Split 1972      | 4.        | 5. (Dragaš)  | 3      |
| SP Eppelheim 1974  | 15.       | (Dragaš)     | 3      |
| SP Dunaj 1976      | 6.        | (Dragaš)     | 1      |
| SP Luzern 1978     | 13.       | 10. (Dragaš) | 4.     |
| SP Mangalija 1980  | 26.       | 15. (Biber)  | 3      |
| SP Ljubljana 1984  | 17.       | 10. (Liović) | 3      |

| Leto | Posamezno  | Pari             |
| ---- | ---------- | ---------------- |
| 1953 | 21.        | /                |
| 1955 | 14.        | /                |
| 1956 | 10.        | /                |
| 1957 | 6.         | /                |
| 1958 | 4.         | /                |
| 1960 | 1          | /                |
| 1961 | 1          | /                |
| 1962 | 1          | /                |
| 1963 | 1          | /                |
| 1964 | 2          | /                |
| 1965 | 2          | (Mlakar)         |
| 1966 | 2          | (Mlakar)         |
| 1967 | 3          | (Mlakar)         |
| 1968 | 1          | (Šantl)          |
| 1969 | 5.         | 6. (Mlakar)      |
| 1970 | 01 ! [ 8 ] | (Šantl)          |
| 1971 | 1          | (Kalanj)         |
| 1972 | 1          | (Melanšek)       |
| 1973 | 1          | (Gradišnik)      |
| 1974 | 1          | (Melanšek)       |
| 1975 | 18.        | (Gradišnik)      |
| 1976 | 6.         | 11. (Melanšek)   |
| 1977 | 13.        | (Kalanj)         |
| 1978 | 1          | (Kalanj)         |
| 1979 | 3          | 14. (Kalanj)     |
| 1980 | 1          | (Drvarič)        |
| 1981 | 6.         | (H. Steržaj)     |
| 1982 | 1          | (Smodiš)         |
| 1983 | 2          | (H. Steržaj)     |
| 1984 | /          | (Smodiš)         |
| 1985 | /          | 16. (H. Steržaj) |
| 1986 | /          | 15. (Smodiš)     |

| Leto | Posamezno | Pari             |
| ---- | --------- | ---------------- |
| 1955 | 21.       | /                |
| 1956 | 74.       | /                |
| 1957 | 30.       | /                |
| 1958 | 42.       | /                |
| 1961 | 3         | /                |
| 1962 | 6.        | /                |
| 1963 | 2         | /                |
| 1964 | 1         | /                |
| 1965 | 1         | (Mlakar)         |
| 1966 | 1         | (Mlakar)         |
| 1967 | 2         | (Mlakar)         |
| 1968 | 1         | (Šantl)          |
| 1969 | 12.       | /                |
| 1970 | 2         | /                |
| 1971 | 1         | (Kalanj)         |
| 1972 | 2         | 9. (Melanšek)    |
| 1973 | /         | 11. (Gradišnik)  |
| 1974 | 2         | (Melanšek)       |
| 1975 | 2         | 15. (Gradišnik)  |
| 1976 | 1         | /                |
| 1977 | 14.       | 4. (Kalanj)      |
| 1978 | 3         | (Kalanj)         |
| 1979 | 3         | /                |
| 1980 | 2         | /                |
| 1981 | 1         | 11. (H. Steržaj) |
| 1982 | /         | (Smodiš)         |
| 1983 | 8.        | 12. (H. Steržaj) |
| 1984 | /         | 6. (Smodiš)      |

## Nagrade in priznanja
- Bronasta plaketa Branka Ziherla (1964)
- Bloudkova plaketa (1965)
- Bloudkova nagrada (1968)
- Športnik Pomurja (1968, 1979)
- Red zaslug za ljudstvo s srebrnimi žarki (1971)
- Športnik Maribora (1974, 1976)
- Red republike s srebrnim vencem (1977)
- Slovenski športnik desetletja 1968–1978
- Zlata Gallusova značka (1979)
- Cizljeva plaketa (1980)
- Nagrada Gospodarske zbornice Slovenije (1981)
- Zlati kegelj z vencem Kegljaške zveze Jugoslavije (1981)
- Plaketa ZTKOS (1984)
- Športnik leta ŠZ Ljutomer (1984)
- Športnik stoletja ŠZ Ljutomer (2000)
- Častni občan Občine Ljutomer (2003)
- Častni član Kegljaške zveze Slovenije (2005)
- Zlato jubilejno priznanje Javnega sklada RS za kulturne dejavnosti (2005)
- Zlati kegelj Kegljaške zveze Slovenije (2010)
- Hram slovenskih športnih junakov (2012)
- Častni predsednik Športne zveze Ljutomer (2015)
- Častni član KD Ivan Kaučič (2017)
- Priznanje za zasluge v Zvezi slovenskih častnikov (2017)

## Osebno življenje
Miro je bil poročen z ženo Terezijo (roj. Krajnc), ki je bila višja medicinska sestra. Ima hčerko Jacqueline in sina Harryja, ki je prav tako uspešen kegljač.